# Nadir

Ilustración de la posición relativa del cenit y del nadir. (Nota.- Los términos aparecen en inglés.)

Diagrama que muestra la relación entre el cenit, el nadir y diferentes tipos de horizonte. Nótese que el cenit es el opuesto del nadir. (Nota.- Los términos aparecen en inglés.)

Este diagrama muestra un satélite que observa la luz solar retrodispersada en la geometría de visualización del nadir.(Nota.- Los términos aparecen en inglés.)

En astronomía, se denomina nadir (del árabe نظير nathir, "opuesto") a la intersección entre la vertical del observador y la esfera celeste. Es decir, si se imagina una recta que pasa por el centro de la Tierra y por nuestra ubicación en su superficie, el nadir se encuentra sobre esa recta, por debajo de nuestros pies. En sentido contrario, se encuentra el cenit. El nadir es un punto "debajo" de una ubicación particular. "Debajo" significa en la misma dirección que la gravedad de ese lugar. El nadir no es un punto real. Se utiliza como referencia para la ubicación de otras cosas.
Nadir también se refiere a la geometría de visión orientada hacia abajo de un satélite en órbita como las utilizadas durante la detección remota de la atmósfera, y cuando un astronauta mira hacia la Tierra durante una caminata espacial. Una imagen del nadir es una imagen de satélite  o fotografía aérea  de la Tierra tomada verticalmente . La trayectoria terrestre de un satélite representa su órbita proyectada en el nadir de la superficie terrestre. 
En medicina, se llama nadir al punto más bajo de fluctuaciones de un síntoma o un intervalo clínico. Su uso en la fiebre describe la temperatura más baja en un periodo de tiempo; en neurología denota cuando un síntoma o un conjunto de síntomas  empiezan a desaparecer en obstetricia su uso se refiere a las fuerzas de las contracciones uterinas o niveles hormonales y en oncología se refiere al más bajo recuento  hematológico (leucocitos, eritrocitos y plaquetas) de un paciente dado en un periodo determinado posterior a un tratamiento.

## Historia
En la antigüedad, el concepto de nadir tuvo un profundo significado en diversas culturas, especialmente en la Mesopotamia, donde las civilizaciones sumeria, acadia, babilónica  y asiria compartían una cosmovisión en la que los movimientos astronómicos y las fuerzas cósmicas jugaban un papel central en la organización social y religiosa.
El nadir, en términos astronómicos, se refiere al punto más bajo del cielo, opuesto al cenit, o punto más alto. Este concepto se utilizaba no solo en la observación de los astros, sino también como un símbolo de descenso, de lo subterráneo o de la relación entre lo terrenal y lo divino. En muchas culturas mesopotámicas, los dioses y fuerzas cósmicas asociadas con el inframundo se vinculaban con el nadir, ya que representaba el dominio de los muertos, las fuerzas del caos y el reino de las sombras.
Las representaciones del inframundo en la Mesopotamia, como en las leyendas de la diosa Ereshkigal y el viaje de Inanna al inframundo, están profundamente influenciadas por este concepto astronómico. Se creía que el descenso al nadir o al inframundo representaba la muerte, el ciclo de renovación y el viaje hacia lo desconocido. Además, en la mitología babilónica, el nadir simbolizaba la conexión con lo profundo de la tierra, un lugar asociado tanto con la fertilidad como con el castigo divino.
Por otro lado, los astrónomos mesopotámicos utilizaban la observación del nadir para medir las posiciones de los cuerpos celestes y para predecir eventos astronómicos que influirían en la agricultura y en la organización de la sociedad. Este conocimiento contribuyó a la creación de calendarios y a la planificación de ceremonias religiosas vinculadas con los ciclos naturales.